# Шиховское сельское поселение
Шиховское сельское поселение — муниципальное образование в составе Слободского района Кировской области России.
Центр — деревня Шихово.

## История
Шиховское сельское поселение образовано 1 января 2006 года согласно Закону Кировской области от 07.12.2004 № 284-ЗО.

## Население
| 2010  | 2012  | 2013  | 2014  | 2015  | 2016  | 2017  |
| ----- | ----- | ----- | ----- | ----- | ----- | ----- |
| 2547  | ↗2654 | ↗2730 | ↗2863 | ↗2996 | ↗3171 | ↗3266 |
| 2018  | 2019  | 2020  | 2021  |       |       |       |
| ↗3396 | ↗3483 | ↗3636 | ↗5787 |       |       |       |

## Состав
В состав поселения входят 31 населённый пункт (население, 2010):
| - деревня Шихово — 750 чел.; - деревня Бабичи — 10 чел.; - деревня Балабаны — 3 чел.; - деревня Барамзы — 11 чел.; - деревня Боровые — 5 чел.; - деревня Верхние Булдаки — 6 чел.; - деревня Головизнины — 8 чел.; - деревня Запиваловы — 0 чел.; - деревня Зониха — 847 чел.; - деревня Конец — 11 чел.; - деревня Кузнецы — 7 чел.; | - деревня Лубни — 38 чел.; - деревня Машкачи — 34 чел.; - деревня Моргуновы — 3 чел.; - деревня Навалихины — 4 чел.; - деревня Нагорена — 18 чел.; - деревня Нижние Булдаки — 33 чел.; - деревня Никульчино — 23 чел.; - деревня Пантелеевы — 72 чел.; - деревня Подберезы — 12 чел.; - деревня Подлевские — 200 чел.; | - деревня Рожки — 3 чел.; - деревня Семаки — 72 чел.; - деревня Семенихины — 13 чел.; - деревня Силяновы — 4 чел.; - деревня Столбово — 82 чел.; - деревня Суворовы — 38 чел.; - деревня Суднишниковы — 2 чел.; - деревня Сунцовы — 165 чел.; - деревня Трушковы — 67 чел.; - деревня Шмагины — 6 чел. |